# Bernardo Recamán Santos
Bernardo Recamán Santos (Bogotá, Colombia, 5 de agosto de 1954) es un matemático de origen colombiano. Es muy conocido por varios de sus libros tales como "Póngame un problema" y "Los números, una historia para contar". También es conocido por "La secuencia de Recamán", bautizada así por Neil J.Sloane, el creador de la OEIS. A lo largo de su vida ha trabajado en varias partes del mundo como Suazilandia. Estudió en el Colegio San Carlos, Bogotá. Después estudió matemáticas en la Universidad de Warwick, Inglaterra.

## Biografía

### Infancia
Nació el 5 de agosto de 1954. Estudió en Colegio San Carlos de Bogotá y en el St. Benedict's School, Ealing, Londres.

### Juventud
Durante un tiempo no sabía si estudiar matemáticas o literatura. Finalmente se inclinó por la matemática cuando conoció el último teorema de Fermat.

### Madurez
Después de estudiar matemáticas en la Universidad de Warwick, regresó como profesor al Colegio San Carlos. Allí permaneció seis años durante los cuales, junto con sus colegas Hans Jacobsohn, Juan Manuel Pombo, Gerardo Andrade, Julián de Zubiría, Elizabeth Masson, Jorge Fernández, Luis Pulido, Santiago Reyes y otros muchos, apoyados por el rector, el padre Francis Wehri O.S.B., impulsó un revolcón educativo que habría de tener repercusiones importantes en la muy conservadora educación colombiana. Nombrado en el Consejo Superior del Colegio en 2013, renunció al mismo el 30 de junio de 2016 con una carta en la que expuso sus motivos, y que se hizo finalmente pública el 6 de agosto de 2016 a través de la página de los exalumnos en Facebook.

## Trabajos

### Suazilandia
En 1991 viajó a Suazilandia, donde fue profesor del Colegio del Mundo Unido del Sur de África.

### Traductor y editor
A su retorno a Colombia trabajó como profesor, editor y traductor.

### Ministerio de Educación
En enero de 2001 fue nombrado Director de Calidad del Ministerio de Educación de Colombia y como tal fue artífice del controvertido Decreto 230 de 2002 sobre promoción de los estudiantes.

### Universidad de los Andes (Colombia)
Trabaja como profesor de un curso divulgativo de matemáticas llamado "Pensamiento a través de los números".

### Instituto Alberto Merani
Fue profesor de matemáticas en el Instituto Alberto Merani hasta noviembre de 2010 y dictaba la materia de Sistemas Algebraicos en los cursos Contextual B y Beta, equivalentes a séptimo.

### Universidad Javeriana
El profesor Bernardo Recamán Santos fue director de la Licenciatura (a distancia) en Educación Básica con énfasis en Lengua Castellana y Humanidades desde el primero de agosto de 2011 hasta el 14 de diciembre de 2012.

## Libros y ensayos
- Juegos y acertijos para la enseñanza de las matemáticas. Este es un libro que fue publicado en marzo de 1997 por el Editorial Norma de Bogotá.
- Los números, una historia para contar. Fue publicado en 2002, por editorial Taurus.
- A jugar con más números. Fue publicado en 2003, por editorial Selector de México.
- Póngame un problema. Fue publicado en 2007 por la editorial Cooperativa del Magisterio de Bogotá.
- 80 Sudokus Colombianos. Entre picas y famas. Fue publicado en 2024 por la editorial Fundación Castellares, en Bogotá.
- Apología de otro matemático. Ensayo publicado en el # 99 de la revista Educación y Cultura.
- Ciencia explicada: Matemáticas. Fue publicado en 2004, por la editorial Intermedio Editores Ltda. de Bogotá.
- Las múltiples inteligencias matemáticas. Ensayo publicado en la revista El Educador, noviembre de 2008.
- El debate sobre la repetencia. Artículo en El Tiempo.
- ¿Evaluar para qué? Ensayo en Ruta Maestra, n.º 12.
- Sin problemas no hay matemáticas. Editorial Procusto, Bogotá, 2015.
- Carta al Consejo Superior del Colegio San Carlos.